# Vale (São Cosme), Telhado e Portela
Vale (São Cosme), Telhado e Portela (llamada oficialmente União das Freguesias de Vale (São Cosme), Telhado e Portela) es una freguesia portuguesa del municipio de Vila Nova de Famalicão, distrito de Braga.

## Historia
Fue creada el 28 de enero de 2013 en aplicación de una resolución de la Asamblea de la República de Portugal promulgada el 16 de enero de 2013 con la unión de las freguesias de Portela, São Cosme do Vale y Telhado, pasando su sede a estar situada en la antigua freguesia de São Cosme do Vale.

## Demografía
| Gráfica de evolución demográfica de Vale (São Cosme), Telhado e Portela entre 2011 y 2021 |
|                                                                                           |
| Datos según el nomenclátor publicado por el INE portugués.                                |